# خمسی لاغر
خمسی لاغر (نام علمی: Spratelloides gracilis) نام یک گونه از سرده خمسی‌وارها است.

## نگارخانه

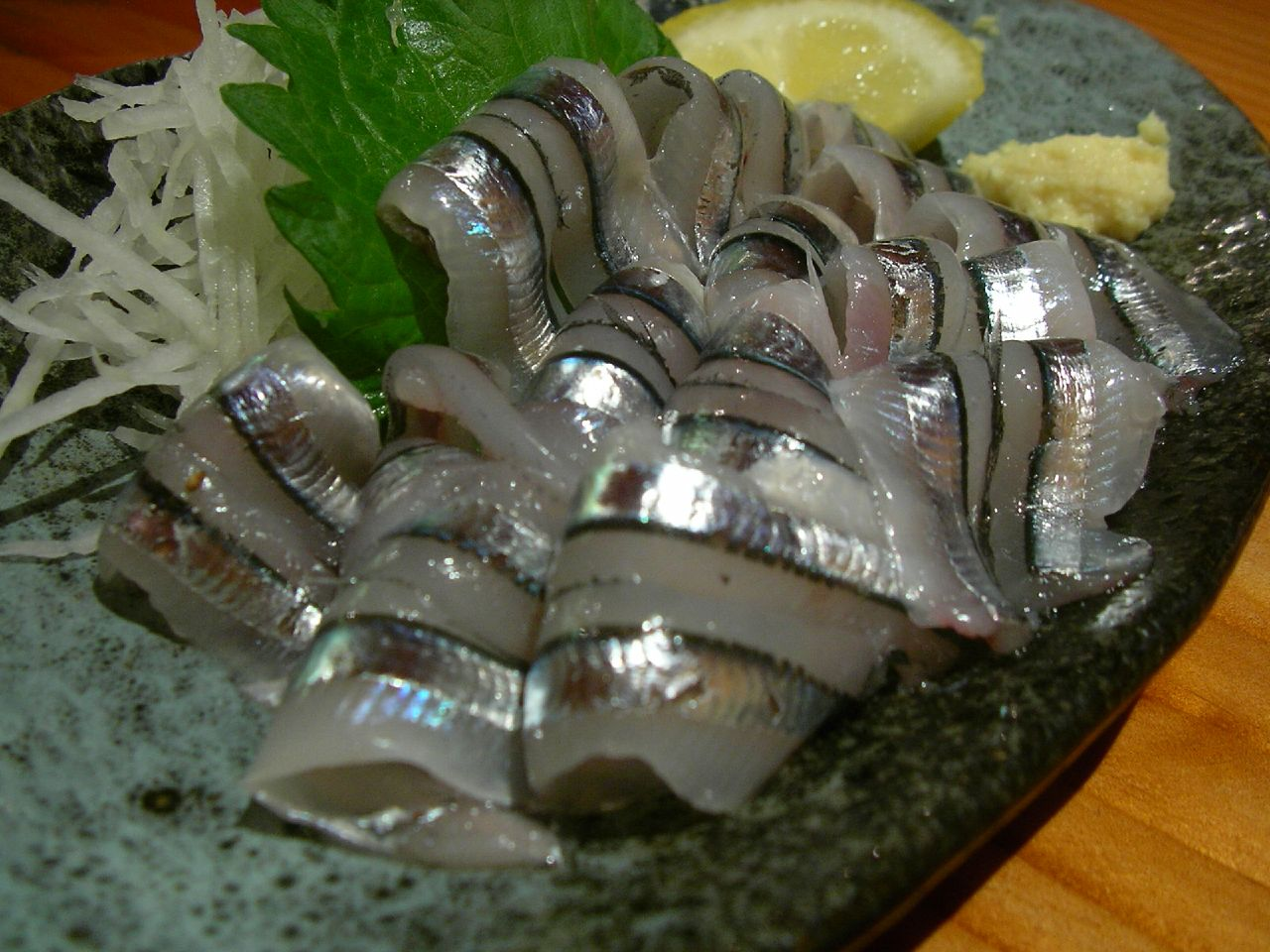
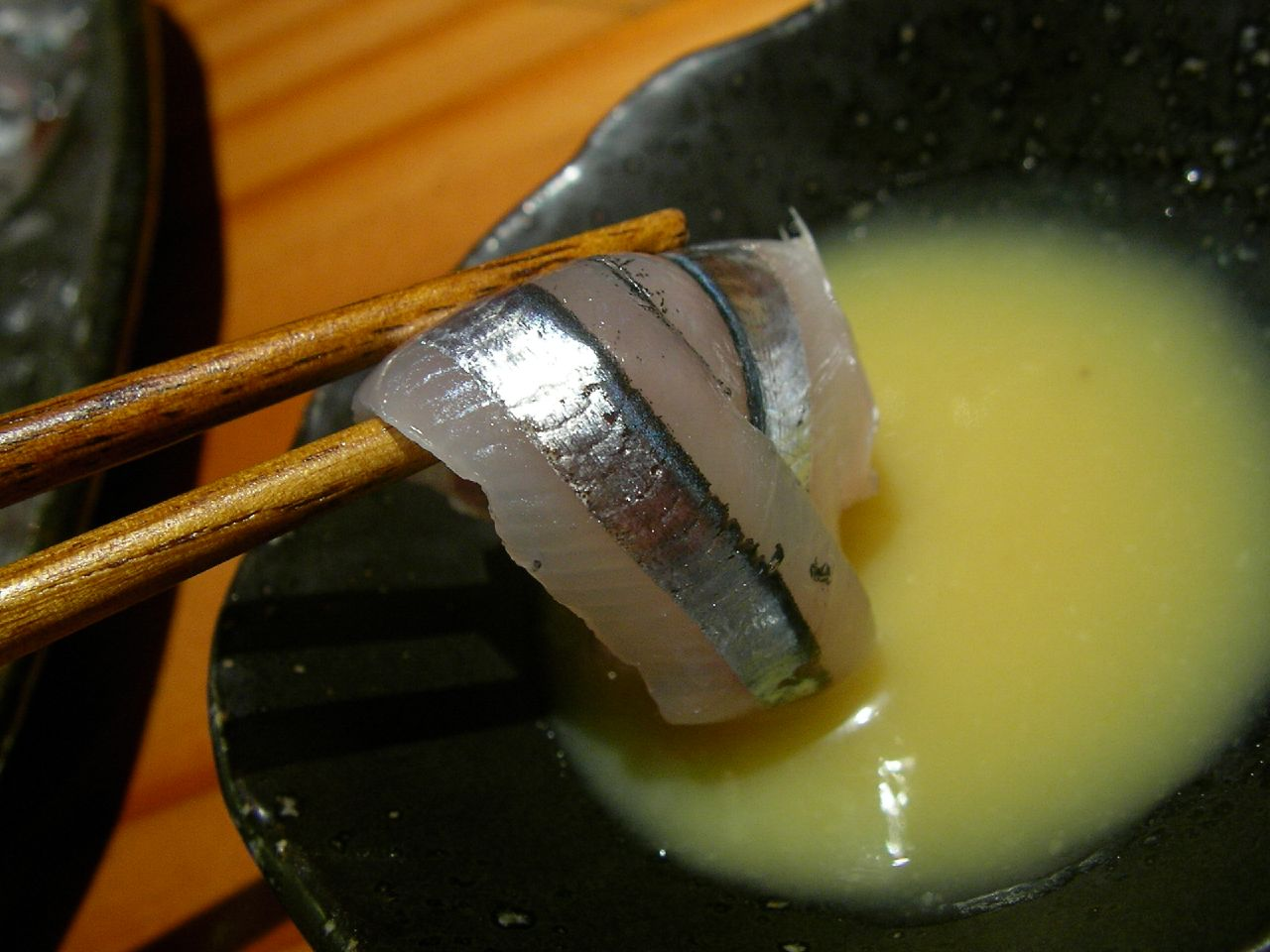
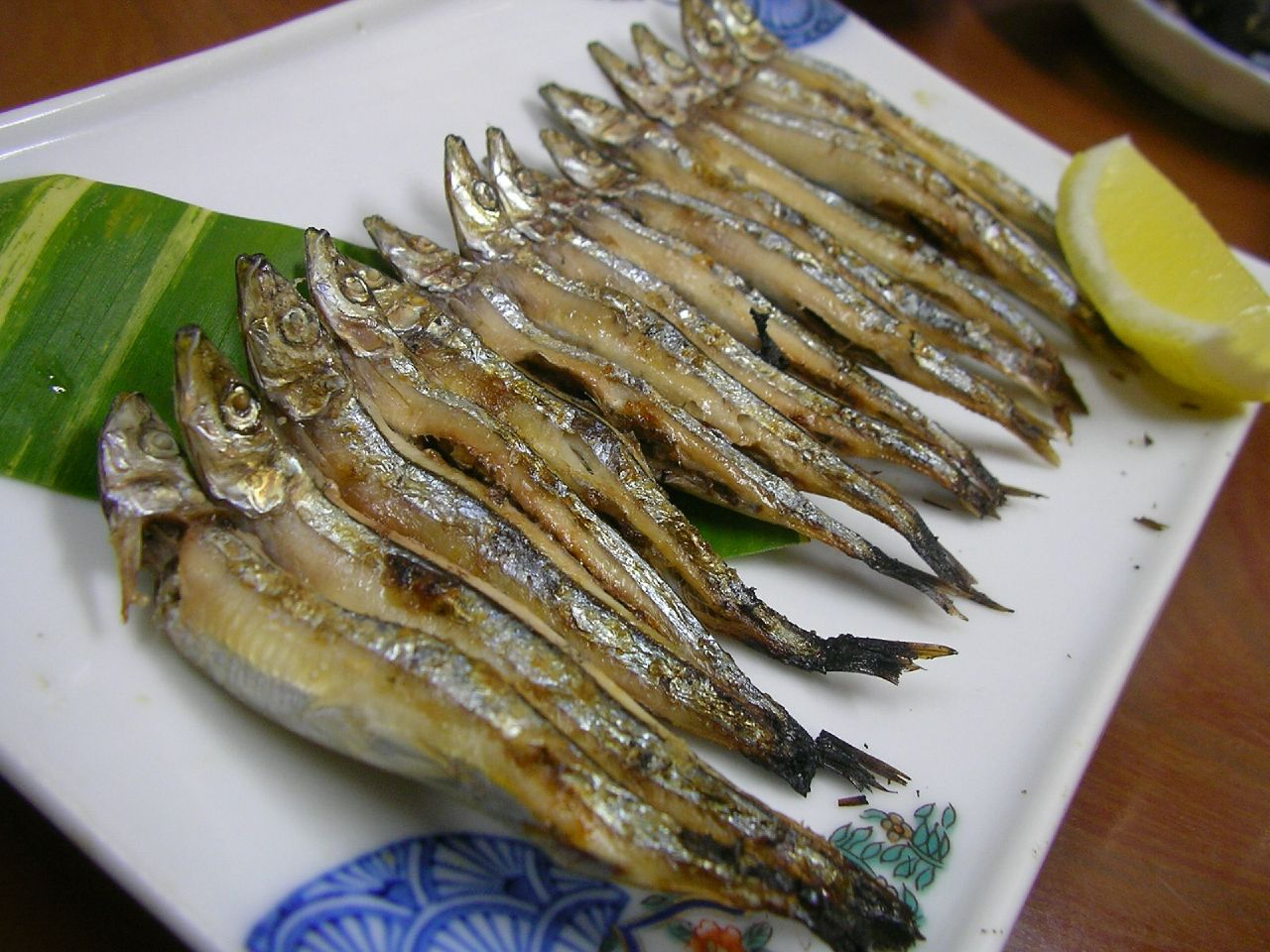